# Ursus C10 Bambi
Der Ursus C10 Bambi ist ein leichter Allrad-Zweiwegeschlepper des deutschen Herstellers Ursus, der von 1952 bis 1957 gebaut wurde.
Der Ursus C10 Bambi wurde zunächst mit einem 10 PS starken Motor ausgeliefert, ab 1953 stand ein 12-PS-Motor zur Verfügung und die Modellbezeichnung wurde in C12 geändert. Der C10 Bambi war wegen seines niedrigen Schwerpunktes auch an Hängen sicher einsetzbar. Er verfügte über keine Hydraulik, Geräte wurden mittels Handaufzug gehoben oder gesenkt. Die Stückzahl des C10 Bambi belief sich auf etwa 350 Fahrzeuge.

## Technische Einzelheiten
Bauart: Motor-Getriebeblock mit 2 pendelnden Radträgern
Motor:
Fichtel & Sachs Einzylinder-Zweitakt-Dieselmotor, Wassergekühlt, Bosch Einspritzpumpe und -düse, Bosch Frischölschmierung, Ölbadluftfilter, automatischer Drehzahlregler.
- Hubraum 499 cm³[1]
- Leistung 7 kW bei 2000/min[1]

Kraftstoffverbrauch: durchschnittlich 0,8 l/h (Tankinhalt: 13 l)
Schmierölverbrauch: ca. 80 cm³/h
Kupplung: F&S Einscheiben-Trockenkupplung
Getriebe: 4 Vorwärts- und 4 Rückwärtsgänge (Wendegetriebe) Vollölbad, abschaltbare Zapfwelle.
Antrieb: Elastischer Antrieb aller 4 Räder durch stark bemessene im Ölbad laufende Rollenketten.
Lenkung: ZF-Ross-Lenkung, Allrad-Lenkung
Bremsen: Feststellbare Innenbackenbremsen auf alle 4 Räder wirkend, Lenkbremse.
Elektrische Ausrüstung:
Lichtmaschine 6 Volt, Batterie, 2 Scheinwerfer mit Standlicht, 2 Schlusslampen, Signalhorn, auf Wunsch Anlasser.
Zapfwelle: 555/min
Bereifung: 6-24 AS vorn und hinten.
Maße:
| Länge:                 | 2080 mm    |
| Breite:                | 1500 mm    |
| Höhe:                  | 1400 mm    |
| Spurweite:             | 1250 mm    |
| Radstand:              | 1180 mm    |
| Bodenfreiheit:         | ca. 300 mm |
| Kleinster Wenderadius: |            |
| mit Lenkbremse         | 1750 mm    |
| ohne Lenkbremse        | 3200 mm    |

Leergewicht: 670 kg
Geschwindigkeiten vor- und rückwärts:
- 1. Gang: 02,9
- 2. Gang: 04,85
- 3. Gang: 07,4
- 4. Gang: 15,0

Sonderausrüstung:
Aufsteckbare Riemenscheibe, Reifenfüllpumpe, Betriebsstundenzähler, Handaufzug für Geräte, Anbaupflug vor- und rückwärts arbeitend, Grubber, Egge, Vielfachgerät, Seitenmähwerk und Frontmähwerk u. a.